# جورج دبليو. براون
جورج دبليو. براون هو سياسي كندي، ولد في 30 مايو 1860، وتوفي في 17 فبراير 1919 في كندا. حزبياً، نشط في North-West Territories Liberal-Conservative Party ‏. وقد انتخب الحاكم العام لمقاطعة ساسكاتشوان ‏ (1910 – 1915).